# 보 홉킨스

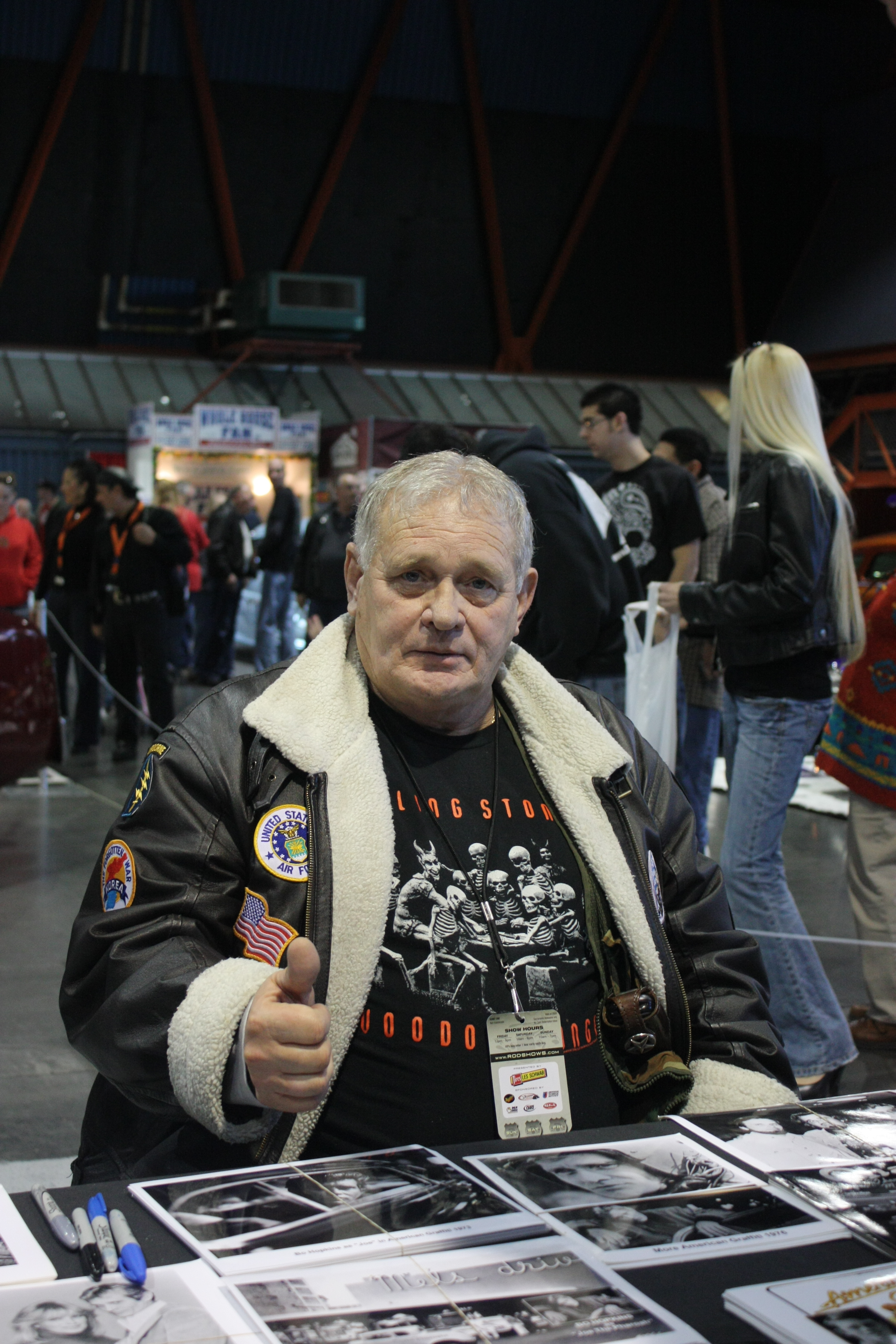

보 홉킨스(영어: Bo Hopkins, 1938년 2월 2일 ~ 2022년 5월 28일)는 미국의 배우, 영화 제작자이다.
그린빌에서 태어났다.

## 출연 작품
- 《리틀 크리스마스 비즈니스》(2013년)
- 《쉐이드》(2003년)
- 《어 크랙 인 더 플로어》(2001년)
- 《빅 브라더 트러블》(2000년)
- 《천국의 남쪽 지옥의 서쪽》(2000년)
- 《황혼에서 새벽까지 2》(1999년) - 로슨 보안관 역
- 《다크니스》(1998년)
- 《뉴튼 보이즈》(1998년)
- 《과거의 잔해》(1997년) - 브로우니 역
- 《유 턴》(1997년)
- 《텍사스 페이백》(1996년)
- 《피버 레이크》(1996년)
- 《공포의 독립기념일》(1996년)
- 《암살 특명》(1995년)
- 《OP 센터》(1995년)
- 《방송국 사고 파티》(1994년)
- 《와이어트 어프 - 툼스톤으로 돌아오다》(1994년)
- 《인사이드 몽키 제터랜드》(1992년)
- 《나 홀로 숲속에》(1992년)
- 《함정 수사》(1992년)
- 《블러드 타이즈》(1991년)
- 《야수의 표적》(1990년)
- 《바운티 헌터》(1989년)
- 《트래퍼 카운티의 공포》(1989년)
- 《나이트메어 눈》(1988년)
- 《머나먼 여정》(1986년)
- 《텍사스의 풍운아》(1986년)
- 《침묵의 소리》(1985년)
- 《나이트 샤도우스》(1984년)
- 《청춘 낙서 2》(1979년) - 리틀 조 역
- 《5층》(1978년)
- 《미드나잇 익스프레스》(1978년) - 텍스 역
- 《홀리데이 킬러》(1977년) - 윌 글리슨 역
- 《킬러 엘리트》(1975년) - 제롬 밀러 역
- 《부서진 세월》(1975년)
- 《화이트 라이팅》(1973년)
- 레마겐의 철교 (1969)
- 와일드 번치 (1969) - 클로런스 "크레이지" 리 역
- 몬티 월쉬 (1970)
- 겟어웨이 (1972)
- 카우보이 벤 (1972, The Culpepper Cattle Co.)
- 청춘 낙서 (1973)

### 텔레비전
- 미녀 삼총사 (1976, 1979)
- 다이너스티 (1981-87)